# أنجيلا وأصدقائها (مسلسل)
أنجيلا وأصدقائها هو مسلسل تم إنتاجه في المملكة المتحدة. بدأ عرضه في سنة 2009. بلغ عدد مواسم المسلسل 2 مواسم، كما بلغ عدد حلقاته 180 حلقة، وتبلغ مدة الحلقة الواحدة 90 دقيقة. تم بث المسلسل لأول مرة بتاريخ 9 نوفمبر 2009 بينما تم بث آخر حلقة منه بتاريخ 2 يوليو 2010.

## وصلات خارجية
- أنجيلا وأصدقائها على موقع IMDb (الإنجليزية)
- أنجيلا وأصدقائها على موقع قاعدة بيانات الفيلم (الإنجليزية)